# Championnat national de tennis des États-Unis 1935
Pour un article plus général, voir US Open de tennis.
Résultats détaillés de l’édition 1935 du championnat de tennis US National qui est disputée du 29 août au 12 septembre 1935.

## Palmarès
| Tableau          | Vainqueurs                            | Vainqueurs                      | Score               | Finalistes                           | Finalistes                  |
| ---------------- | ------------------------------------- | ------------------------------- | ------------------- | ------------------------------------ | --------------------------- |
| Simple dames     | Helen Hull Jacobs                     | États-Unis                      | 6-2, 6-4            | Sarah Palfrey Cooke                  | États-Unis                  |
| Simple messieurs | Wilmer Allison                        | États-Unis                      | 6-2, 6-2, 6-3       | Sidney Wood                          | États-Unis                  |
| Double dames     | Helen Hull Jacobs Sarah Palfrey Cooke | États-Unis                      | 6-4, 6-2            | Carolin Babcock Stark Dorothy Andrus | États-Unis                  |
| Double messieurs | Wilmer Allison John Van Ryn           | États-Unis                      | 6-2 6-3 2-6 3-6 6-1 | Donald Budge Gene Mako               | États-Unis                  |
| Double mixte     | Sarah Palfrey Cooke Enrique Maier     | États-Unis République espagnole | 6-4, 4-6, 6-3       | Kay Stammers Roderich Menzel         | Royaume-Uni Tchécoslovaquie |

## Simple dames
|  |              |  |   |   |  |
|  | Finale       |  |   |   |  |
|  |              |  |   |   |  |
|  |              |  |   |   |  |
|  | Helen Jacobs |  | 6 | 6 |  |
|  | Helen Jacobs |  | 6 | 6 |  |
|  | Sarah Fabyan |  | 2 | 4 |  |

## Double dames
|  |                                |  |   |   |  |
|  | Finale                         |  |   |   |  |
|  |                                |  |   |   |  |
|  |                                |  |   |   |  |
|  | Helen Jacobs Sarah Fabyan      |  | 6 | 6 |  |
|  | Helen Jacobs Sarah Fabyan      |  | 6 | 6 |  |
|  | Carolin Babcock Dorothy Andrus |  | 4 | 2 |  |

## Double mixte
|  |                              |  |   |   |   |
|  | Finale                       |  |   |   |   |
|  |                              |  |   |   |   |
|  |                              |  |   |   |   |
|  | Sarah Fabyan Enrique Maier   |  | 6 | 4 | 6 |
|  | Sarah Fabyan Enrique Maier   |  | 6 | 4 | 6 |
|  | Kay Stammers Roderich Menzel |  | 4 | 6 | 3 |